# Gothika
Gothika (prt: Gothika; bra: Na Companhia do Medo) é um filme americano de 2003, dos gêneros suspense psicológico e terror psicológico sobrenatural dirigido por Mathieu Kassovitz e escrito por Sebastian Gutierrez. Halle Berry interpreta uma psiquiatra em um hospital psiquiátrico de mulheres que acorda um dia para se encontrar como uma das pacientes, acusada de ter assassinado o marido.
Foi lançado inicialmente em 21 de novembro de 2003 nos Estados Unidos, e em 2004 fora da América do Norte. Gothika arrecadou US$141,6 milhões.

## Sinopse
A Dra. Miranda Gray é uma psiquiatra que trabalha na ala feminina da Penitenciária de Woodward e sofre um acidente de carro depois de tentar evitar bater em uma garota parada no meio da estrada durante uma noite de tempestade. Ela corre para tentar ajudar a garota. A menina acaba por ser um fantasma que possui o corpo de Miranda. Miranda acorda como paciente no hospital onde trabalha e recebe tratamento de seu colega, Dr. Pete Graham. Drogada e confusa, Miranda não se lembra do que aconteceu após o acidente de carro. Ela fica horrorizada ao saber que seu marido, Douglas, foi brutalmente assassinado e que ela é a principal suspeita. Enquanto Miranda lida com a vida no hospital, o fantasma usa seu corpo para realizar tarefas, mais notavelmente, esculpindo as palavras "Não Sozinha" no braço de Miranda, o que leva seus ex-colegas a acreditarem que Miranda é suicida e está causando danos a si mesma.
Como paciente, Miranda se relaciona com a colega e sua ex-paciente, Chloe Sava. Várias vezes em sessões com Miranda, Chloe afirmou que havia sido estuprada enquanto estava no hospital, mas sempre atribuiu essas histórias a doenças mentais. Uma noite, a porta do quarto de Miranda no hospital é aberta pelo fantasma que a assombra. Quando ela passa no quarto de Chloe no hospital, ela pode ouvir o estupro e momentaneamente vê o peito de um homem pressionado contra a janela. O peito do homem tem uma tatuagem de um Anima Sola. Miranda percebe que Chloe não estava inventando essas histórias e, quando vê Chloe no dia seguinte, pede desculpas e as duas se abraçam. Chloe avisa Miranda que seu atacante disse que ele iria atacar Miranda em seguida. Miranda começa a recuperar algumas de suas memórias pouco a pouco e lentamente se lembra de ter matado o marido. Ela percebe que o fantasma havia usado seu corpo para assassinar Douglas, fazendo com que Miranda fosse responsabilizada por seu assassinato. É por isso que todas as evidências físicas apontam para Miranda.
Miranda, junto com Pete, conta a história toda ao diretor do hospital Phil Parsons, que também não acredita nela. Ao sair, ela vê uma foto de uma garota no escritório de Phil e a reconhece como o fantasma que a possuía. Parsons diz que a garota é sua filha Rachel, que havia se suicidado quatro anos antes, pulando da ponte onde Miranda encontrou o fantasma pela primeira vez. Miranda foge do hospital, depois de ser violentamente atacada por Rachel em sua cela, e começa a procurar pistas para o mistério de por que ela matou o marido. Ela vai para sua casa e vê a visão do assassinato de Doug, percebendo que havia matado o marido enquanto estava sob a posse de Rachel. Ela se lembra de Doug indo para uma casa de fazenda em Willow Creek, Rhode Island, mais cedo naquele dia e acredita que pode haver uma conexão lá. Ela chega a Willow Creek, que estava vazia. No porão de um celeiro, ela descobre um quarto contendo uma cama manchada de sangue, o que parece ser uma caixa contendo drogas, restrições e equipamentos de vídeo. Ela assiste a fita que ainda está na câmera e o espectador ouve uma mulher gritando como se fosse torturada ou estuprada. Nos segundos finais do vídeo, Douglas entra na cena, cobre o corpo sem vida de uma mulher na cama com um lençol e fala com a câmera. Nesse momento, a polícia chega e um policial se aproxima de Miranda e empunha uma arma enquanto ela segura uma faca nele. Miranda recua por uma escada e, de repente, uma garota ferida grita freneticamente e a agarra no espaço adjacente. A polícia libera a garota e Miranda é levada para a cadeia.
Enquanto ela está na prisão, Miranda fala com Phil, dizendo que a Rachel não tirou a própria vida e que ela foi estuprada e assassinada por Doug, ambos se sentindo traídos. Miranda também acredita que "Não Sozinha" significava que Rachel não era a única vítima de Doug. O xerife Ryan, que era o melhor amigo de Doug, conversa com Miranda e a questiona sobre como ela sabia todas essas coisas. Miranda então descobre o significado real de "Não Sozinha"; que havia um segundo assassino. Ryan não acredita que ela afirme que fantasmas lhe contaram tudo e pergunta a ela que tipo de pessoa o cúmplice seria. Miranda usa sua experiência como psiquiatra para dar um perfil psicológico e, ao fazê-lo, percebe que Ryan se encaixa perfeitamente no perfil. Ele se revela como o outro assassino e depois a ataca. Quando Ryan estava prestes a injetar uma seringa em Miranda, as luzes começaram a piscar e Miranda conseguiu ligar a seringa em Ryan, drogando-o. Enquanto ele procura Miranda, Ryan, sob a influência da droga, começa a reclamar que ele e Doug haviam matado antes. Eles então começaram a estuprar e torturar secretamente mulheres em Willow Creek, com Rachel sendo sua primeira vítima. Ryan causa um vazamento de gás na delegacia de polícia ao disparar sua espingarda e, ao ver o fantasma de Rachel, dispara um tiro em sua direção e causa uma explosão do vazamento de gás, incendiando-o. Miranda então atira e mata o xerife. Pete, apenas alguns segundos depois, aparece na estação, preocupado com a segurança de Miranda depois que ele resolve o mistério. Ele parece aliviado ao ver Miranda em segurança, e pela janela à prova de som bica as palavras "Sinto muito, Miranda."
Aproximadamente um ano depois, Miranda é vista andando com Chloe na calçada da cidade, discutindo como cada uma ajudou a outra a aceitar suas experiências. Miranda afirma estar livre da influência do fantasma e manda Chloe pegar um táxi. Miranda então vê um garoto parado no meio da estrada, que parece estar prestes a ser atingido por um caminhão de bombeiros. Miranda grita para o garoto se mover, mas depois que o caminhão de bombeiros passa pelo garoto sem machucá-lo, ela percebe que ele era apenas um fantasma. Quando Miranda se afasta, um cartaz com as palavras "Você viu Tim?" e uma foto do mesmo garoto é mostrada presa a um poste ao lado da rua em que Miranda está caminhando.

## Elenco
- Halle Berry (Miranda Grey)
- Robert Downey Jr. (Pete Graham)
- Charles S. Dutton (Dr. Douglas Grey)
- John Carroll Lynch (Xerife Ryan)
- Bernard Hill (Phil Parsons)
- Penélope Cruz (Chloe Sava)
- Dorian Harewood (Teddy Howard)
- Bronwen Mantel (Irene)
- Kathleen Mackey (Rachel Parsons)
- Matthew G. Taylor (Turlington)
- Michel Perron (Joe)
- Andrea Sheldon (Tracey Seavers)

## Produção

### Trilha sonora
A música original da trilha sonora foi composta por John Ottman. "Behind Blue Eyes", de Limp Bizkit (originalmente de The Who), foi destaque no filme, mas não estava disponível na trilha sonora. O disco foi lançado em 18 de novembro de 2003 via Varèse Sarabande.

## Lançamento
Gothika foi lançado em 21 de novembro de 2003, na América do Norte, arrecadando US$19,3 milhões no fim de semana de abertura e ficando em segundo lugar, atrás de The Cat in the Hat. Foi arrecadado US$ 59,7 milhões nos EUA e US$81,9 milhões no mercado externo, totalizando US$141,6 milhões no mundo todo.

## Recepção
O site agregador de críticas Rotten Tomatoes deu ao filme uma classificação de aprovação de 15% com base em 169 críticas e uma classificação média de 4.1/10. O consenso crítico do site diz: "Os talentos de atuação de Berry não podem salvar Gothika de seu enredo absurdo e diálogo ruim". Em Metacritic, o filme tem uma pontuação de 38 em 100, com base em 36 críticos, indicando "críticas geralmente desfavoráveis". As audiências consultadas pelo CinemaScore deram ao filme uma nota média de "B" na escala A+ a F.
Uma crítica mais positiva veio de Roger Ebert, do Chicago Sun-Times, que atribuiu ao filme 3 de 4 estrelas. Ele disse que "o enredo é absurdo", mas mesmo assim sentiu que a direção elegante e o desempenho de Berry tornaram Gothika agradável em seus próprios termos "escandalosos": "Halle Berry é útil para o filme, porque ela evoca uma qualidade vulnerável que desperta nossa preocupação. Hitchcock talvez quisesse trabalhar com ela. Ele não lançou tanto pela capacidade de atuar quanto por uma qualidade inata".

## Mídia doméstica
O filme foi lançado em DVD e VHS em 2 de março de 2004.

## Premiações

### Venceu
Teen Choice Awards 2004
Prêmio Teen Choice de melhor atriz em filme de drama, ação ou aventura - Halle Berry

### Nomeações
Black Reel Awards 2004
Melhor Atriz - Halle Berry
Kids Choice Awards 2004
Melhor Atriz Favorita
Golden Trailer Award 2004
Melhor Terror/Suspense
Image Awards 2004
Atriz de destaque em um filme - Halle Berry
Melhor Ator Coadjuvante em Filme - Charles S. Dutton
MTV Movie Awards 2004
Melhor Performance Feminina - Halle Berry
Teen Choice Awards 2004
Prêmio Teen Choice de melhor filme de terror ou suspense